# Космический микрорайон Запорожья
Космический микрорайон Запорожья (укр. Космічний мікрорайон,  также жителями называемый "Космос") — жилой массив в Коммунарском районе города Запорожье. Жилмассив находится в востоке Коммунарского района — здесь расположена государственная администрация района (ул. Чумаченко, 32), районный суд (ул. Европейская (бывшая Малиновского), 7), районный отдел Управления Пенсионного фонда Украины (ул. Чумаченко, 13а), пожарная часть СГПЧ-15 (ул. Парамонова, 19). Население составляет 85 651 человек, из них зарегистрированных совершеннолетних жителей — 66 121 чел. 
Микрорайон в городе Запорожье начали строить в 1970-х годах, на пустом большом поле возле Николаевского посёлка.  

## Расположение
Микрорайон находится на крайней юго-восточной оконечности города Запорожья. Первоначально микрорайон был ограничен на севере и западе улицами Космической и Совхозной соответственно и состоял из кварталов с номерами от одного до восьми (в настоящее время нумерация кварталов в быту не используется). В настоящее время в состав микрорайона включаются многоэтажные дома и по нечётной стороне ул. Космической (до ул. Балка Поповка), а условная южная граница проходит по улицам Олимпийской, Керченской и Чкалова. Район застроили в основном кирпичными и панельными многоквартирными домами высотой в 5 и в 9 этажей и кирпичными — высотой в 10 и 14 этажей. В обиходе жилмассив называется «Космос».

## Улицы микрорайона
На территории микрорайона насчитывается 10 улиц, общей протяжённостью около 12,3 км:
- Закарпатского Легиона - до 29 сентября 2023 носила название Комарова[4] (названа 6 июня 1968 г. в честь космонавта Владимира Михайловича Комарова);
- Космическая — названа 1 сентября 1960 г. (ранее являлась частью Ореховского шоссе);
- Магара — названа не позднее 14 января 1966 г. (ранее называлась Северозападной) в честь Владимира Герасимовича Магара (1900—1965);
- Европейская — до 19 февраля 2016 года носила название Малиновского[5], в честь Родиона Яковлевича Малиновского (1898—1967). На доме по ул. Европейская № 4 установлена ему мемориальная доска[6];
- Парамонова — названа 7 сентября 1967 г. (ранее являлась частью улицы Северокольцевой) в честь Константина Ефимовича Парамонова (1908—1943), гвардии лейтенанта, Героя Советского Союза, погибшего при освобождении Запорожья. После переименования официально называлась ул. К. Е. Парамонова, но затем инициалы в названии улицы не применялись. На доме по ул. Парамонова № 1 установлена мемориальная доска;
- Олимпийская — названа 6 июня 1968 г.;
- Северокольцевая (также встречается написание Северо-Кольцевая);
- Александра Говорухи (до 2016 — Совхозная).[7][8] Переименована в честь Александра Говорухи, младшего сержанта[9] 55-й отдельной артиллерийской бригады Александра Николаевича Говорухи (1994—2015)[10], старшего наводчика арторудия[11], погибшего от ранения, полученного при обстреле позиций украинских военных со стороны войск ДНР под Дебальцево 14 февраля 2015. В память о нём установлена мемориальная доска на здании школы № 110. Названа Совхозной не ранее 31 октября 1958.
- Сытова — первоначально называлась Бульварной; названа в честь Ивана Никитовича Сытова (1916—1943), лётчика, Героя Советского Союза, погибшего при освобождении Запорожья. На доме по ул. Космической № 114 / Сытова № 1 установлена мемориальная доска;
- Чумаченко — ранее называлась Северной; названа в честь Виктора Ивановича Чумаченко (1924—1944), младшего лейтенанта, Героя Советского Союза, участника освобождения Запорожья. На доме по ул. Чумаченко № 1 / ул. Космическая № 124 установлена мемориальная доска. Этот дом также является крупнейшим жилым зданием в микрорайоне

## Общественный транспорт
На микрорайон можно добраться троллейбусами № 8 и 14, маршрутными такси № 5, 5а, 9, 20, 31,33, 35, 35а, 40, 40а, 46, 63, 63а, 76, 76а, 77, 80, 85,85а. Первая линия троллейбусов (по ул. Космической) была открыта в 1960-х гг., а вторая (по улицам Александра Говорухи, Парамонова, Комарова и Чумаченко) — до 1983 г. Планируется соединить Космический микрорайон троллейбусной веткой по ул. Александра Говорухи с Южным микрорайоном. На северо-восточной окраине микрорайона расположен Троллейбусный парк № 2, открытый 17 июня 1971 г., и рассчитанный на 120 машин.

## Учебные заведения
На территории микрорайона расположены девять детских садов и восемь школ:
- гимназия № 6 (ул. Олимпийская,2)
- специализированная школа с углублённым изучением иностранных языков (ранее учебно-воспитательный комплекс непрерывного образования) № 7 (ул. Северокольцевая, 21)
- гимназия № 8 (ул. Европейская (бывшая Малиновского), 14а)
- учебно-воспитательный комплекс № 23 (ул. Парамонова, 6а)
- общеобразовательная школа I—III ступеней № 38 им. Героев космоса (ул. Парамонова, 7а);
- общеобразовательная школа I—III ступеней № 80 (ул. Магара, 5а), возле которой расположен плавательный бассейн «Байкал» (ул. Северокольцевая, 9б) и заброшенный спорткомлекс (со стадионом) «Олимпиец».
- общеобразовательная школа I—III ступеней № 84 (ул. Северокольцевая, 16а)
- общеобразовательная школа I—III ступеней № 90 (ул. Чумаченко, 13б),
- а также детская музыкальная школа № 8 (ул. Парамонова, 13а).

Действуют детские библиотеки № 6 им. Ю.Гагарина (ул. Комарова,9) и № 13 им. П.Морозова (ул. Олимпийская,8).
На территории микрорайона также расположены:
- Запорожский институт им. гетмана Петра Сагайдачного (ул. Комарова, 2),
- Частное высшее учебное заведение «Запорожский коммерческий техникум» (бывший Кооперативный техникум; ул. Парамонова, 15),
- Запорожский профессиональный лицей сервиса (ул. Космическая, 129).

## Связь
В микрорайоне расположено отделение «Укртелекома» № 50 (Космическая, 87) и 3 почтовых отделения «Укрпочты» — № 50, 59 и 104.

## Торговля
Торговля обеспечивается семью супермаркетами торговых сетей «АТБ», Сильпо, Varus, Апельмон, Эконом-плюс, двумя рынками (Космическим (ул. Европейская (бывшая Малиновского), 5) — преимущественно продуктовый, и Александровским (бывший Троицкий; ул. Европейская (бывшая Малиновского),7) — преимущественно вещевой и промтоварный), многими мелкими продуктовыми магазинами, киосками. Есть несколько мебельных магазинов. Много автосалонов.
Действуют мелкие филиалы банков «Ощадбанк», «Приватбанк», «Укрсиббанк»,
«Укрсоцбанк», финансовой организации «Запорожсвязьсервис».

## Культура и отдых
В центре микрорайона расположен Парк (сквер) городов-побратимов (ранее - им. Ю. А. Гагарина) - его  площадь (107 950 м²), и она значительно уменьшилась после строительства на его территории нескольких развлекательных заведений (в том числе ночного клуба) и супермаркета. В парке напротив помещения районного РАЦСа (ЗАГСа) совместными усилиями районной администрации и частных предпринимателей обустроена «Аллея влюблённых».
При въезде в микрорайон расположен неработающий кинотеатр «Космос» (ул. Космическая, 79а).
На территории микрорайона функционирует районная библиотека для взрослых № 18 им. В. Комарова (ул. Сытова, 6). 24 августа 1991 г. во время празднования Дня независимости Украины на въезде в микрорайон со стороны Ореховского шоссе на ул. Космической был открыт памятный знак «Запорожье», украшенный гербом и флагом Запорожья.

## Здравоохранение
На территории микрорайона расположены:
- Городская поликлиника им. 8-го Марта (в здании бывшего роддома № 7 по ул. Чумаченко, 21),
- Центральная больница Коммунарского района (ул. Чумаченко, 49/10),
- Железнодорожная больница (ул. Чумаченко, 21а),
- Детская больница № 1 (ул. Закарпатского Легиона, 12),
- Запорожская городская стоматологическая поликлиника № 7 (ул. Чумаченко, 40/8),
- действует несколько частных стоматологических кабинетов и несколько аптек.
- Детскую поликлинику вынесли за пределы микрорайона (в здание бывшей поликлиники им. 8-го Марта по ул. Культурная, 123)